# 太閤立志傳系列
《太閤立志傳系列》是日本光荣公司開發的戰略角色扮演遊戲系列，以日本戰國時代的武將豐臣秀吉为主角。主线剧情是豐臣秀吉如何從一介平民力爭上游，最終成為統一日本的名將，官拜關白（关白退位后改稱太閤）。系列在續作的發展下玩家亦能扮演豐臣以外的人物，還有數種職業可供選擇，各職業有著不同的遊戲目標。
與系列同名的第一部作品於1992年在PC平台發售，至2004年推出《太閤立志傳V》共計有五作。正體中文版第一至第三代由臺灣第三波（今戲谷）代理，第四代和第五代由台灣光榮發售。

## 游戏
| 1992 | 太閤立志傳     |
| 1993 |                |
| 1994 |                |
| 1995 | 太閤立志傳II   |
| 1996 |                |
| 1997 |                |
| 1998 |                |
| 1999 | 太閤立志傳III  |
| 2000 |                |
| 2001 | 太閤立志傳IV   |
| 2002 |                |
| 2003 |                |
| 2004 | 太閤立志傳V    |
| 2005 |                |
| 2006 |                |
| 2007 |                |
| 2008 |                |
| 2009 |                |
| 2010 |                |
| 2011 |                |
| 2012 |                |
| 2013 |                |
| 2014 |                |
| 2015 |                |
| 2016 |                |
| 2017 |                |
| 2018 |                |
| 2019 |                |
| 2020 |                |
| 2021 |                |
| 2022 | 太閤立志傳V DX |

### 太閤立志傳
光荣公司於1992年推出了太閤立志傳的各種電腦版本，於1993年在日本發行了超級任天堂及世嘉MEGA DRIVE版本。遊戲只能使用豐臣秀吉，而當時的統治範圍只是由西本州至關東地區，但是出場的武將人數達700人。

### 太閤立志傳II
於1995年推出DOS的日文版本，正體中文版以Windows平台在臺灣於1999年發售，本作除了選擇豐臣秀吉之外，還可以選擇明智光秀、柴田勝家及玩家自定的新武將，但相較於一代，自由度比較低。不过第二個版本中創新了很多戰略策略的新特徵，堪稱太閤立志系列的經典。

### 太閤立志傳III
太閤立志傳III於1999年在日本、臺灣發行日文和正體中文Windows版本，也發行日語的Play Station版，選擇的人物只有兩個，除了豐臣秀吉，另一個是以假想人物梁田政勝(日文版为，姓名可在遊戲一開始時修改)的特別篇，設定為柴田勝家的部下。遊戲新增了派閥系統，第四代和第五代以此作為藍本。在PS版中，可以選擇投靠其他大名進行遊戲，也是系列的第一次。

### 太閤立志傳IV
太閤立志傳IV於2001年在日本發行了日文版，同年11月發行了PS2的日語版，台灣版於2002年2月發行。此代自由度大幅增加，人物增加到600人，可以選擇任何一人物開始遊戲，一共有五個劇本可進行遊戲。而且目標也不再只是走武士路線，除了武士之外還可以成為忍者、商人、劍豪，不過与其他職業相比，武士的可玩性仍較强。本代導入卡片系統，無論在個人戰或是會戰上，都是以卡片作為勝負的關鍵。本代增加許多豐臣秀吉以外的人物劇情，並會觸發特殊事件。

### 太閤立志傳V
太阁立志传V于2004年在日本、台湾发行了Windows的日文版和正体中文版，同年8月发行了PS2的日文版，再于2009年9月17日发行PSP版本。可以选择玩家作为人物为800人（PS2和PSP版可以选择860人以上），玩家自制的新武將同时可以在一个剧本进行。剧本分为流亡之章、乱麻之章、日轮之章、升龙之章、霸道之章、转变之章、太平之章、梦幻之章八部（PS2和PSP可以选择比乱麻之章时间线更早的流亡之章及完全架空历史的梦幻之章）。起始人物为木下藤吉郎、九鬼嘉隆、服部半藏、纳屋助左卫门和柳生宗严，代表了五种不同的职业，武士、海贼、忍者、商人和剑豪，还可以成为铁匠、茶人和医师。本作在个人战中，除了剑，还可以使用弓、枪、苦无、铁炮等武器，让个人战更多元化。本作在太阁立志传系列中，为自由度最高的一作。

## 資料來源
- 太閤立志傳IV攻略本（臺灣光榮） ISBN 957-30018-2-9
- 太閤立志傳V說明書（臺灣光榮）

## 外部連結
- （日語）太閤立志傳V（页面存档备份，存于）
- （日語）太閤立志傳V DX 日文官方網站 （页面存档备份，存于）
- （繁體中文）太閤立志傳V DX 中文官方網站 （页面存档备份，存于）